# Espinasse-Vozelle
Espinasse-Vozelle é uma comuna francesa na região administrativa de Auvérnia-Ródano-Alpes, no departamento Allier. Estende-se por uma área de 17,95 km². Em 2010 a comuna tinha 1 006 habitantes (densidade: 56 hab./km²).